# Glucoerucin
Glucoerucin ist eine organisch-chemische Verbindung aus der Stoffgruppe der Glucosinolate. Es kommt wie andere Glucosinolate in Kreuzblütlern vor, beispielsweise in der Garten-Senfrauke.

## Vorkommen

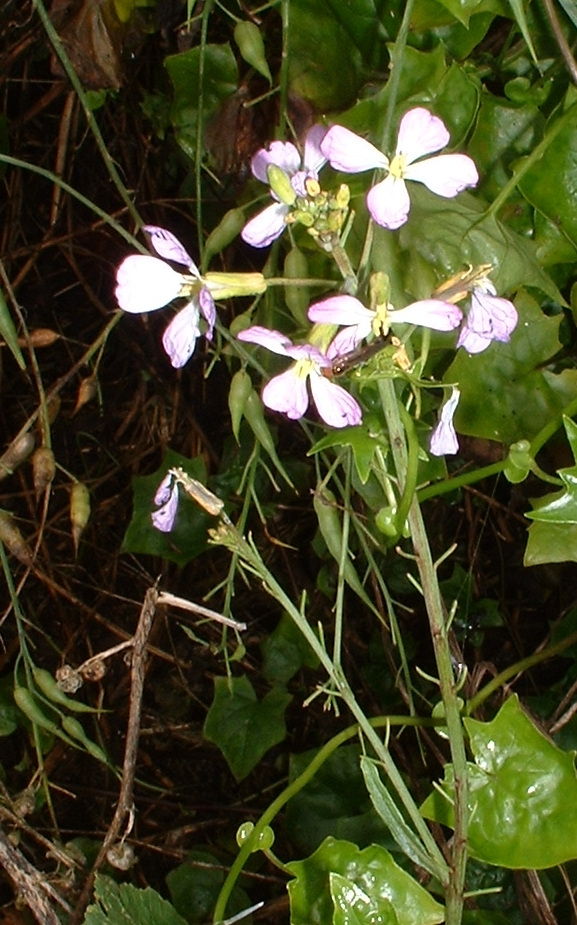
Acker-Rettich (Blütenstand)

In den Samen der Garten-Senfrauke kommt Glucoerucin als beinahe einziges Glucosinolat vor (neben Spuren von Glucoraphanin) und macht etwa 2 % des Samengewichts aus. Im Acker-Rettich ist Glucoerucin neben Glucoraphanin und Glucotropaeolin eines von drei mengenmäßig wichtigen Glucosinolaten. In den Samen und Keimlingen von Brokkoli kommt eine größere Zahl an Glucosinolaten vor, neben Glucoerucin gehören dazu auch Glucoraphanin, Glucoiberin und Glucobrassicin.

## Biosynthese
Die Seitenkette des Glucoerucins wird aus der Aminosäure Methionin gebildet. Dieses unterläuft zunächst eine Kettenverlängerung. Die Biosynthese verläuft anschließend über ein Aldoxim. Die letzten Schritte der Biosynthese sind die Einführung der Glucose-Einheit und der Sulfat-Gruppe.

## Reaktionen
Aus Glucoerucin können Glucoraphanin und Sulforaphan hergestellt werden. Durch Reaktion mit Wasserstoffperoxid in Wasser bei 60 °C wird das Sulfid zum Sulfoxid oxidiert und Glucoraphanin erhalten. Weitere Umsetzung mit dem Enzym Myrosinase ergibt racemisches Sulforaphan.

## Verwandte Verbindungen
Glucoerucin ist strukturell eng verwandt mit einigen anderen Glucosinolaten, die sich lediglich in der Zahl der Methyleneinheiten (CH2) zwischen der Oximgruppe und dem Sulfidschwefel unterscheiden. Das Glucoibervirin trägt eine Methyleneinheit weniger, das Glucoberteroin eine mehr, das Glucolesquerellin zwei mehr. Das Oxidationsprodukt des Glucoerucins, das ein Sulfoxid statt ein Sulfid ist, heißt Glucoraphanin.